# Kiełkuty
Kiełkuty [pronunciación en polaco: /kʲɛu̯ˈkutɨ/] es un pueblo ubicado en el distrito administrativo de Gmina Małdyty, dentro del Condado de Ostróda, Voivodato de Varmia y Masuria, en Polonia del norte. Se encuentra aproximadamente a 5 kilómetros al este de Małdyty, a 28 kilómetros al norte de Ostróda, y a 48 kilómetros al oeste de la capital regional Olsztyn.